# Georges Chevalier (1854-1938)
Pour les articles homonymes, voir Georges Chevalier et Chevalier.
Georges Chevalier (Louis Jacques Georges Chevalier) né le 18 septembre 1854 à Moulins et mort le 22 décembre 1938 à Moulins est un militaire français, directeur du génie au ministère de la Guerre de 1910 à 1917.

## Biographie

### Jeunesse et famille
Georges Chevalier est le fils de Claude Antoine Théodore Chevalier (1813-1891) avocat et directeur de la pension Chevalier à Moulins, et de Françoise Mathilde Sallard (1828-1892). Il entre à l'École polytechnique en 1872, en sort en 1874, 41e sur 207 (10e dans la promotion du génie). Il devient six ans plus tard le plus jeune capitaine de l’armée française.

## Carrière militaire au service du génie

### Jeune officier
Élève le 1er octobre 1874. Sorti de l'École militaire d'application de Fontainebleau en 1876 avec le no 1 dans sa promotion sur 42.
Lieutenant le 1er octobre 1876, au 1er régiment du génie du 3 novembre 1876 au 29 novembre 1878 (Fort de Villeras, 21 novembre 1877, Versailles 7 mars 1878). Capitaine le 24 octobre 1878, à Belfort du 19 novembre 1878 au 31 mars 1882. Travaux de fortifications. Achèvement des Fort du Salbert et du Fort du Mont-Vaudois ; projet et construction de l'enceinte des faubourgs. Travaux de casernement. Agrandissement du quartier de cavalerie. Projet et construction de la caserne d’infanterie dite du Front 3.4. Montant total des travaux exécutés en 1881 : 1 500 000 francs.
À l'école régimentaire de Versailles du 1er avril 1882 au 30 novembre 1885. Au ministère de la guerre, 4e direction, 2e bureau, matériel de guerre du Génie du 1er octobre 1885 au 2 novembre 1891. Étude des questions relatives à la fortification, à la défense des côtes, au matériel du Génie.
À Clermont-Ferrand du 3 octobre 1891 au 12 août 1893. Construction de la caserne d'infanterie et du stand de tir à Riom. Chef du génie intérimaire pendant plusieurs mois. 
À Chalons-sur-Marne du 13 août 1893 au 6 octobre 1896, Chef d’état-major du centre du Génie de la 6e brigade (général de la Taille, général Jolly).
Chef de bataillon le 26 février 1894. Manœuvres d’armée de 1894 en qualité de chef d'état-major du Génie de l'armée du général Jamont. Manœuvres d'attaque et de défense de la place de Verdun (juillet 1896) en qualité de chef de l’état-major du Génie de l'attaque. Commandant de l’École du Génie de Versailles du 7 octobre au 31 décembre 1896.

### Aux responsabilités supérieures
Chef de la chefferie du matériel de guerre du Génie à Versailles au 1er janvier 1897. Création et organisation de cette chefferie et de ses services annexés, y compris la commission d'expériences du Génie auprès de laquelle il remplit les fonctions de secrétaire permanent. Étude et améliorations diverses en matériel de campagne des troupes du Génie. Étude des bateaux métalliques. Constitution de trois équipages de type d'essai. Il fut alors chargé par Joffre d'organiser la commission d'expérience du Génie, les plans d'attaque et de défense des places.
À la suite d'expériences très complètes faites sur le Rhône à Avignon en 1901, le nouveau bateau métallique a été définitivement adopté et mis en fabrication : c'est celui dont était pourvu l'armée pendant la guerre. Le 10 février 1902, le Ministre de la Guerre adressait à ce sujet une lettre de félicitations au commandant Chevalier : « Commandant, mon attention a été appelée sur la part prépondérante que vous avez prise dans les travaux (études préliminaires, construction du matériel d'essai, expériences) qui ont été effectués en vue de la substitution d'embarcations métalliques aux embarcations en bois dans les équipages de pont et ont abouti à la détermination du type de bateau métallique adopté le 6 décembre dernier. Je me plais à reconnaître l’esprit d'initiative, à la compétence technique et à l’activité que vous avez montrés, comme chef du matériel de guerre et comme membre de la commission d’études du Génie, pour obtenir une solution de nature à augmenter d'une manière sensible la valeur pratique des équipages de pont. Je vous adresse, à cette occasion, le témoignage particulier de ma satisfaction. » Général Louis André.
À la commission d'expérience du Génie, le commandant Chevalier avait préparé un règlement sur le service du Génie en campagne octobre 1899). À Nancy, chef du Génie du 24 juin 1901 au 27 juillet 1903. 
Lieutenant-colonel le 1er octobre 1902. Direction de travaux pour la  défense de la région de Nancy (route, pont sur la Meurthe, adduction d'eau) et pour la construction de casernements neufs et d'un grand hôpital militaire. Au ministère de la guerre, chef du bureau du matériel du Génie, du 27 juillet 1903 au 14 novembre 1907 (cf. carnet de Jacques Chevalier au 31 mars 1937). Il fut alors le bras droit de Joffre, directeur du Génie et collaborant étroitement avec lui.
Direction supérieure de tous les travaux de fortification et de casernement en France, ainsi que des études et approvisionnements du matériel de guerre du Génie.
Colonel le 26 décembre 1906.
À Nice, adjoint au directeur du Génie ; 26 novembre 1908, directeur du Génie jusqu'au 30 septembre 1910, avec intérim de la direction du Génie à Marseille du 30 mars au 1er octobre 1908. Étude et direction des travaux de défense dans les Alpes.
Au ministère de la guerre, le général est promu directeur de la 4e direction (Génie) du 8 novembre 1910 au 7 juin 1917 en remplacement du général Roques.
Général de brigade le 20 décembre 1910. Général de division le 19 mars 1914. Direction supérieure de tous les travaux et services de l'arme du Génie (personnel, troupes, travaux de toutes sortes, réseau ferroviaire du Maroc, construction de casernements après le vote de la loi de  trois ans (juin à octobre 1913). Le 31 juillet 1914, moins de 900 000 hommes sont sous les drapeaux ; 10 jours plus tard 4 000 000 d’hommes sont au front, le rôle du général prend encore de l’importance après le début des hostilités. 170 000 sapeurs sont mobilisés dans une guerre de position qui s’étend des Flandres aux Vosges. Jusqu'en décembre 1916, dans cette guerre qui tue en moyenne 900 jeunes français par jour, le général est auprès du généralissime, un homme de confiance sur lequel il peut sans cesse s’appuyer.
Approvisionnements immenses de  matériel de toutes catégories pendant la grande guerre (grenades : jusqu'à 150 000 par jour). Premiers tanks. Premiers gaz asphyxiants au chlore (après usage par les Allemands), lance flamme, barbelés et chevaux de frise des tranchées, piquets, rondins et caillebotis, baraquements, matériels de ponts métalliques et de ponts de bateaux, etc.
Peu après l’éviction de Joffre en décembre 1916, il prend la direction du Service des bois de guerre le 6 avril 1917 (jusqu’au 31 mai 1919). Quelques semaines plus tard, les Américains débarquent en France leurs premières troupes, avec à leur tête le général John Pershing. Approvisionnement de tous les bois d’œuvre nécessaires aux armées françaises, britanniques et américaines. Les besoins de l’armée américaine sont énormes, puisque leur effectif maximum atteindra 2 000 000 d’hommes. Le général Chevalier saura répondre en temps et en heure, et sa collaboration sera très appréciée de Pershing. Par achats à l’étranger et en France par les armées françaises et alliées (c'est pendant la guerre à la direction du Génie et du service des bois que le général Chevalier a effectué de nombreux et d'importants achats de bois en Suède pour les armées françaises et alliées par l'entremise de M. Le Bourgeois qui représentait ses services dans ce pays). 
Dans le cadre de ses responsabilités, Georges Chevalier, en liaison avec le maire de Cérilly, a organisé à partir de 1915, en forêt de Tronçais et Civrais, à Saint-Pardoux, aux Chamignoux, à Montaloyer, etc., des cantonnements militaires avec scieries où environ 500 hommes (du génie et territoriaux avec des prisonniers allemands et polonais) travailleront en permanence. Dans ses fonctions et dans les moments les plus difficiles, il a toujours conservé un lien privilégié avec ses racines cérilloises.
Régions libérées, liquidation des stocks.
Il résistait souvent aux hommes politiques quand il jugeait leurs thèses inacceptables. Mais, absolument intègre, ceux-ci l'estimaient. C’est ainsi que Pierre Colliard, député socialiste de Lyon, ayant un différend avec Albert Thomas (1878-1932), ministre aux armements (1915-17) eut, d’un commun accord avec son adversaire, recours au général Chevalier pour trancher le litige, en le prenant comme arbitre.

## Vie familiale
Il est le père de Jacques Chevalier (philosophe).

## Écrits
- Les bois d’œuvre pendant la guerre, Presses universitaires de France, 1927, 196 p[5].
- Il est l'un des deux préfaciers avec Gabriel Angoulvant de Mission d'études forestières envoyée dans les colonies françaises par les ministères de la Guerre, de l'Armement et des Colonies d'André Bertin aux éditions Émile Larose, 1918, lire en ligne sur Gallica.

## Distinctions
- Grand ofﬁcier de la Légion d’honneur le juin 1920 pour prendre rang le 26 février 1921[6].
- Après guerre, Pershing le décorera au nom du président des États-Unis de la plus haute distinction américaine : la Army Distinguished Service Medal, (1919)[7].
- Officier de l'Instruction publique,
- Grand officier de l'ordre de la Couronne de Belgique,
- Compagnon de l'Ordre du Bain,
- Commandeur de l'ordre de Saint-Michel et de Saint-Georges de Grande-Bretagne,
- Commandeur de l'ordre des Saints Maurice et Lazare d'Italie,
- Commandeur de l'Aigle blanc avec glaives de Serbie,
- Grand'croix de l'ordre de Sainte-Anne de Russie[8].

## Sources et bibliographie
- Léon Pardé, « Recueil. Dossiers biographiques Boutillier du Retail. Documentation sur Georges Chevalier », Paris, Revue des eaux et forêts : Bulletin de l’École polytechnique, 1939